# Brachycaudus salicinae
Brachycaudus salicinae är en insektsart. Brachycaudus salicinae ingår i släktet Brachycaudus och familjen långrörsbladlöss. Inga underarter finns listade i Catalogue of Life.